# تلفزيون الصين المركزي CCTV-2
CCTV-2 هي القناة الثانية التلفزيونية الوطنية لجمهورية الصين الشعبية. و هي قناة اقتصادية تنتمي إلى تلفزيون الصين المركزي (بالماندرين:中国 中央 电视台)، و هي واحدة من المؤسسات الحكومية الرسمية الصينية.

## التاريخ
إنطلقت القناة في 1962، و اختصت في الاقتصاد الوطني و العالمي.

و في سنة 2008 إنظمت إلى مشروع تشاركي إستثنائي مع بقية القنوات لبث أولمبياد بكين 2008 مع الإبقاء على الأخبار الاقتصادية الأساسية.

## البرامج
من أهم برامج القناة:
- 第一时间 : أول محور
- 全球资讯榜: الأخبار الاقتصادية العالمية
- 新闻时间: أخبار الساعة

## مقالات ذات صلة
- تلفزيون الصين المركزي.
- مقر تلفزيون الصين المركزي.

## روابط خارجية
- الموقع الرسمي لقناة CCTV-2.